# Langenaubach
Langenaubach est un quartier de Haiger. A Langenaubach, il y a 1 807 habitants, dont 73,3 % sont protestants.
À l'est de Langenaubach, il y avait une mine qui s'appelait « Constanze »